# Burisma Holdings
Burisma Holdings — частная газодобывающая группа компаний (холдинг) Украины.
Компания является единственным в стране вертикально-интегрированным холдингом, осуществляющим разведку, добычу, сервис и продажу углеводородов. Группа Burisma входит в тройку крупнейших независимых газодобытчиков Украины.
Штаб-квартира холдинга расположена на Кипре.

## История
Группа Burisma основана в 2002 году Николаем Злочевским и Николаем Лисиным, основная консолидация активов произошла в течение 2006—2007 гг. и включает 12 операционных компаний, занимающихся разработкой месторождений и добычей углеводородов. Среди них: «Энерго-сервисная компания „Эско-Север“», «Пари», «Первая Украинская газонефтяная компания», «Алдеа», «Куб-Газ», «Техкомсервис», «Газойлинвест», «Системойлинжеринг», «Надрагаз», «Надрагазвыдобування», «Нефтегазопромышленная геология», а также «Burisma Сервис».
Основателем и конечным бенефициаром Burisma Group является Николай Злочевский.
Компания сотрудничала с лондонским PR-агентством Bell Pottinger.
По состоянию на конец 2013 года компания добывала 1,8 млн м³ природного газа в сутки, причём весь газ реализовывался на внутреннем рынке Украины.
В 2014 году группа Burisma приняла новую стратегию развития — создание крупнейшей газодобывающей компании в Восточной Европе, пригласив в Совет директоров независимых директоров. В состав Совета директоров Burisma Group входят экс-президент Польши Александр Квасьневский; бывший руководитель Антитеррористического центра ЦРУ (1999—2002) Джозеф Кофер Блэк и Карина Злочевская. Председателем совета директоров группы является инвестиционный банкир Алан Аптер.

### Скандал вокруг Хантера Байдена
12 мая 2014 года появилась информация, что сын вице-президента США Джо Байдена Хантер Байден вошёл в совет директоров Burisma Holdings, став директором юридического отдела. Причём, на сайте компании было указано, что он начал работать там ещё в апреле того же года. Хантер прокомментировал своё назначение такими словами: «Я верю, что моя помощь в консультировании компании по вопросам прозрачности, корпоративного управления, а также международной экспансии послужит экономике Украины и процветанию её народа». За 4 недели до этого Байден-старший совершил официальный визит в Киев, в ходе которого призвал украинское правительство «снизить свою зависимость от России по поставкам природного газа». Обозреватель CNN отметил, что «назначение [Хантера] вызвало ажиотаж, учитывая, что это произошло примерно в то же время, когда его отец и Белый дом занимались дипломатическими миссиями в регионе, чтобы избавить Украину от российских источников энергии. Критики утверждали, что работа Хантера для страны, продвигающей украинскую энергетическую независимость, была вопиющим конфликтом интересов. Но, офис Вице-президента отмахнулся от спора, настаивая на том, что Хантер является частным гражданином, чьи действия не представляют видения правительства».
Журналист из The Washington Post Адам Тейлор отметил, что назначение сына вице-президента на пост выглядит проявлением непотизма, однако пресс-секретарь Белого дома Джей Карни заявил, что «семья Байдена, очевидно, являются частными гражданами и где они работают, не отражает одобрения со стороны администрации, вице-президента или президента». По мнению российского политолога Тимофея Бордачева, включение Хантера Байдена в совет директоров фирмы — это попытка распространить США практику полуколониальных отношений на Украину, наподобие стран Латинской Америки. В апреле 2019 года Хантер Байден ушёл с поста члена Совета директоров Burisma Group по истечении своего срока.
В 2016 году Генеральный прокурор Украины Виктор Шокин начал проводить коррупционное расследование в отношении компании Burisma Holdings. С весны 2014 по осень 2015 года американская фирма Хантера Байдена Rosemont Seneca Partners LLC получала от Burisma Holdings регулярные переводы на один из своих счетов, причём обычно, более 166 тысяч долларов в месяц. Американское издание The Hill со ссылкой на высокопоставленных украинских чиновников сообщило, что прокуроры команды Шокина идентифицировали Хантера Байдена, делового партнера Девона Арчера и их фирму Rosemont Seneca в качестве потенциальных получателей денег. По словам самого Шокина, в тот период он составил план расследования, который «включал допросы и другие процедуры криминального расследования в отношении всех членов совета директоров, включая Хантера Байдена». 29 марта 2016 года Шохин был отправлен в отставку с поста Генпрокурора Украины. В январе 2018 года на публичной дискуссии в Совете по международным отношениям Джо Байден признался, что во время визита в Киев весной 2016 года он потребовал от Порошенко отставки Шокина, если Украина хочет получить 1 миллиард кредитных гарантий от США. По утверждениям администрации Байдена, Шокин уже не проводил расследования деятельности Burisma, когда встал вопрос о его отставке, а сама отставка обсуждалась из-за его потворствованию коррупции.
16 декабря 2024 года бывший информатор ФБР Александр Смирнов, на показаниях которого строилась версия о причастности Джо Байдена к деловым связям его сына Хантера и Burisma, признал, что давал ложные показания во время расследования.

## Деятельность
Burisma Group неоднократно была признана лучшей частной компанией среди нефтяных и газодобывающих компаний Украины. Например, в марте 2018 года Ассоциация благотворителей Украины и Оргкомитет Национального конкурса «Благотворительная Украина — 2017» признали Burisma Group всеукраинским победителем в номинации «Благотворительность большого бизнеса» и наградили компанию специальной наградой «Ангел добра».
Burisma Group стабильно входит в число лидеров украинского бизнеса по уплаченным налогам в бюджет Украины. В течение 2018—2019 гг. компаниями группы Burisma уплачено в бюджеты всех уровней 5 млрд грн.
Burisma Group в течение 2016—2019 годов ежегодно выступала партнером крупнейшей дискуссионной площадки в сфере энергетической безопасности и газодобычи Восточной Европы — Украинского газового форума. Это профессиональная, независимая площадка, которая объединяет ключевых участников энергетического сектора Украины и позволяет им совместно находить наиболее эффективные решения тех задач, которые сегодня стоят перед сектором. Планируется, что в 2020 году, если Украинский газовый форум состоится, группа станет его партнером в пятый раз.
Согласно реестру Государственной службы геологии и недр Украины, Burisma Group владеет 35 лицензиями на добычу углеводородов в двух основных нефтегазовых бассейнах Украины — Карпатском и Днепровско-Донецком. Доля рынка операционных компаний, входящих в Burisma Group, на рынке газодобывающих компаний Украины составляет более 25 %.
В 2019 году ООО «Нефтегазопромышленная геология», которая входит в состав Burisma Group, одержало победу в первом электронном аукционе Госгеонедр на нефтегазовый участок в Полтавской области — Дубровско-Радченкивскую площадь. Предприятие предложило за лот 25,1 млн грн при начальной цене 17,5 млн грн. Сроки использования данного участка с целью промышленной разработки и дальнейшей добычи нефти и газа — 20 лет.
Burisma Group является лидером по объему геофизических работ и много инвестирует в изучение новых площадей, исследования и разработку месторождений. Это позволяет увеличить добычу газа и конденсата в среднесрочной и долгосрочной перспективе.
Согласно инвестиционному плану Burisma Group в 2020 году запланировано бурение 14 новых скважин Карайкозовском, Водяновском и Ракитнянском месторождениях, на структуре Журавлина Деркачевско-Войтенковской площади, Клубанивско-Зубренковской площади и других участках. Группа Burisma постоянно инвестирует в инновационные технологии. Сегодня Burisma Group владеет 20 буровыми станками грузоподъемностью от 120 до 680 т, среди которых есть и самый большой в Восточной и Центральной Европе сухопутный станок SK 3000. Burisma является лидером в Украине по количеству новых скважин, бурение которых началось в 2020 году.

### Разведка
Burisma Group использует инновационное сейсмическое оборудование, которое позволяет эффективно проводить сейсморазведку без негативного влияния на окружающую среду.
В 2019 году Burisma Group провела сейсмические работы в формате 3D[прояснить] на площади более 500 км², заключив договоры с иностранными и отечественными компаниями на перекрестное исследование и интерпретацию полученных данных.
В 2020 году Burisma Group планирует инвестировать в сейсмические работы более 600 млн грн.

### Добыча
Burisma Group оперирует крупнейшим буровым флотом в стране, включающим 20 станков грузоподъемностью от 112 до 680 т, среди которых есть и самый большой в Восточной и Центральной Европе сухопутный станок SK 3000 стоимостью 1 млрд грн.
Технологии Burisma позволяют бурить скважины глубиной до 10 тыс. м. Благодаря новейшему оборудованию для бурения скважины глубиной 2900 м нужно только 23 дня, включая монтаж и демонтаж.
В 2019 году Burisma Group добыла около 1 млрд м³ газа.

### Сервис
Burisma Group осуществляет ремонт скважин, предоставляет услуги гидравлического разрыва пласта (ГРП), предлагает комплексные инфраструктурные решения для частных и государственных предприятий нефтегазового сектора. Группа оперирует крупнейшим в стране флотом ГРП, состоящий из 15 насосов общей мощностью 25 тыс. лошадиных сил, а также собственным колтюбинговым флотом NOV Hydra Rig и более 200 единицами спецтехники.
Burisma Group активно инвестирует в наземную инфраструктуру. В 2020 году планируется построить новые газопроводы, установки пропанового охлаждения природного газа, реконструировать УКПГ, продолжить реализацию проекта строительства установки стабилизации конденсата и углубленного извлечения пропан-бутановой смеси (СПБТ или LPG) из природного газа.

### Участие в энергобезопасности Украины и Европы
Снижение энергозависимости является основополагающим фактором для безопасности и стабильности Украины и, как следствие, ключевой составляющей европейской энергетической безопасности. «Сегодня Burisma является наиболее технологически и профессионально подготовленной компанией, с необходимым опытом добычи природного газа в украинских условиях», — считает Александр Квасьневский. За 18 лет работы группа объединила лучших специалистов в области разведки и добычи углеводородов, сервисных услуг и инновационных решений.

#### Форум по энергетической безопасности
2 июня 2016 в Монте-Карло (Княжество Монако) состоялся I ежегодный Форума по энергетической безопасности (Energy Security for the Future: New sources, Responsibility, Sustainability). Организаторами выступили Burisma Group совместно с князем Монако Альбером II и Фондом Александра Квасьневского Amicus Europae. Мероприятие стало самым масштабным проектом в Европе по вопросам энергетической безопасности и продвижения альтернативных источников энергии. Форум посетили европейские политики, владельцы крупнейших энергетических компаний Европы, эксперты в области энергетики и журналисты.
«Планирование энергетической безопасности должно осуществляться в долгосрочной перспективе. Мы должны больше внимания уделить возобновляемым источникам, которые позволят получить дешёвую энергию без загрязнения окружающей среды», — отметил Альбер II.
2 июня 2017 в Монте-Карло состоялся II ежегодный Форум по энергетической безопасности, на котором все внимание было приковано к вопросам европейской энергобезопасности и роли Украины в этом процессе. Мероприятие организовано Burisma Group совместно с Adam Smith Conferences, при поддержке The Prince Albert II of Monaco Foundation и Фонда Александра Квасьневского Amicus Europae.
1 июня 2018 в Монте-Карло состоялся III Международный форум по энергетической безопасности. Партнерами Форума стали The Prince Albert II of Monaco Foundation, Burisma Group, Фонд Александра Квасьневского Amicus Europae и Атлантический совет США. Третий по счету форум с мероприятия европейского масштаба перерос в глобальную событие в сфере энергетической и экологической безопасности, в котором приняли участие около 250 человек из 20 стран мира.
31 мая 2019 в Монте-Карло состоялся IV Международный форум по энергетической безопасности. Организаторами выступили Фонд Князя Монако Альбера II, Burisma Group, Атлантический Совет США (Atlantic Council) и Фонд Александра Квасьневского Amicus Europae. Тема форума — энергетическая безопасность ради будущего. Мероприятие собрало около 500 делегатов.
26 мая 2020 в Монте-Карло должен был состояться V Международный форум по энергетической безопасности. Организаторы — Фонд Князя Монако Альбера II, Burisma Group, Атлантический совет США (Atlantic Council) и Фонд Александра Квасьневского Amicus Europae, а также Club de Madrid — независимая организация, созданная для продвижения демократии и глобальных изменений в обществе. Тематика форума: «Климат VS Энергетика: в поисках синергии». Из-за коронавирусной инфекции мероприятие перенесли на 2021 год.

### Социальная сфера
Burisma Group является социально ответственной компанией. Группа осуществляет поддержку регионов и территориальных общин в областях, где осуществляет добычу газа.
В 2017—2019 годы Burisma Group реализовала социальных проектов на сумму более 160 млн гривен. На средства группы были построены и отремонтированы больницы, школы, детские сады, спортивные клубы, автомобильные дороги и другие социальные объекты во многих населенных пунктах.
Burisma Group поддерживает талантливых детей Украины. В рамках проекта "Всеукраинский благотворительный детский фестиваль «Черноморские игры»" в 2018—2019 годы группа наградила специальной премией авторов лучшей украинской авторской детской песни.

## Совет директоров
- Алан Аптер — председатель совета директоров[18]
- Александр Квасьневский
- Кофер Блэк[англ.]
- Карина Злочевская